# 1980년대 텔레비전 애니메이션 목록
다음은 1980년대에 방송된 텔레비전 애니메이션의 연도순 목록이다.
- 1980년 텔레비전 애니메이션 목록
- 1981년 텔레비전 애니메이션 목록
- 1982년 텔레비전 애니메이션 목록
- 1983년 텔레비전 애니메이션 목록
- 1984년 텔레비전 애니메이션 목록
- 1985년 텔레비전 애니메이션 목록
- 1986년 텔레비전 애니메이션 목록
- 1987년 텔레비전 애니메이션 목록
- 1988년 텔레비전 애니메이션 목록
- 1989년 텔레비전 애니메이션 목록